# Glypta griseldae
Glypta griseldae är en stekelart som beskrevs av Dasch 1988. Glypta griseldae ingår i släktet Glypta och familjen brokparasitsteklar. Inga underarter finns listade i Catalogue of Life.